# Renault Dauphine

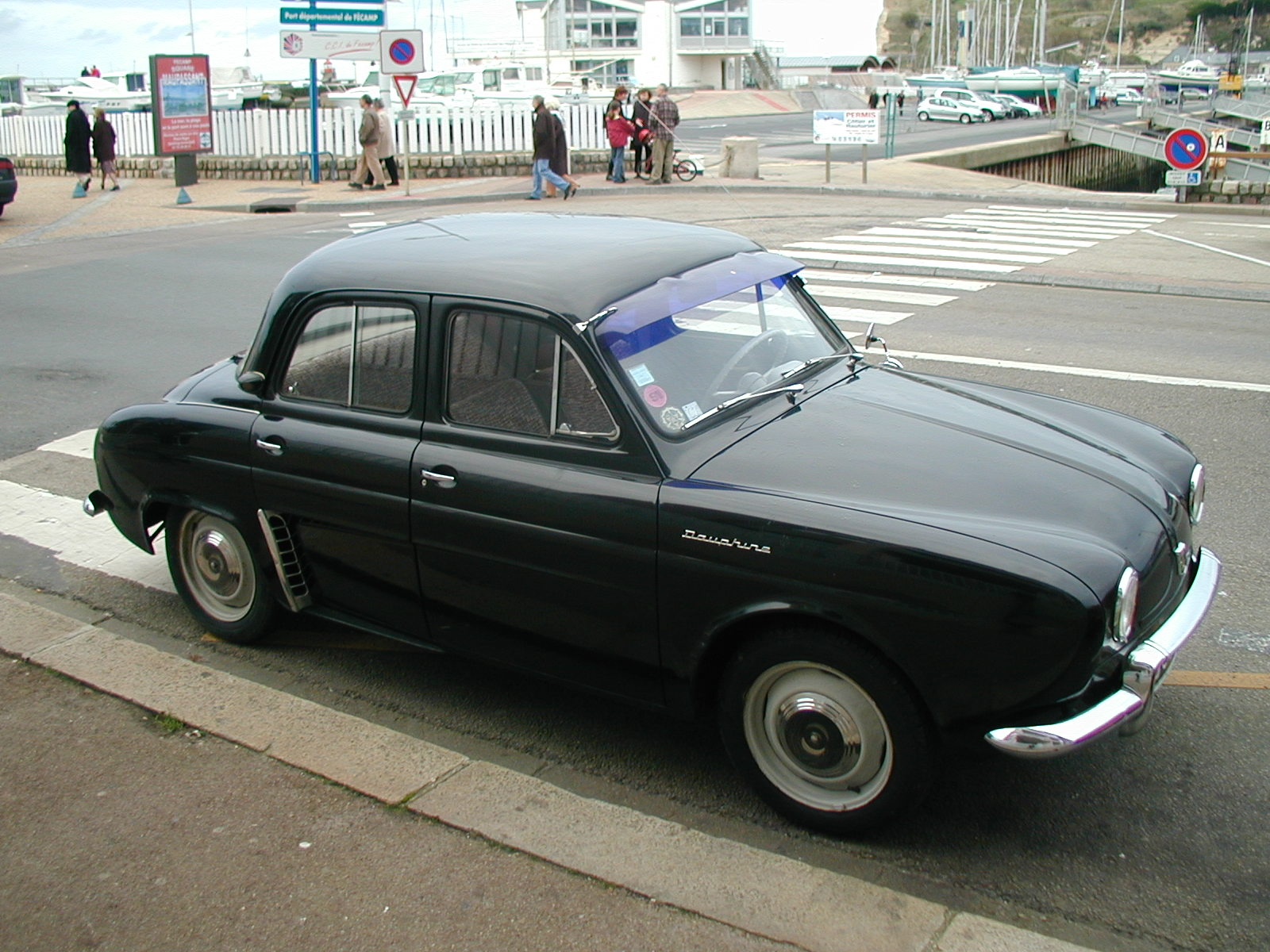

Renault Dauphine a fost modelul de succes al fabricii Renault care s-a fabricat între anii 1956 și 1967.